# En las fronteras del Far West
En las fronteras del Far West (en italiano: Sulle frontiere del Far-West) es una novela de aventuras del escritor italiano Emilio Salgari. Fue publicada en 1910.

## Resumen argumental
En las montañas del Laramie, un pelotón de 50 soldados al mando del coronel Devandel defiende tenazmente "La Garganta del Funeral". Junto con el bravo soldado, están los cazadores Harry y George Limpton y el agente indio John Maxim, voluntarios en la guerra contra los indios. Deben resistir todo lo que puedan para evitar que los sioux comandados por Yalla se unan a los jefes Mano Izquierda de los cheyenes y Tetera Negra de los arapajó.